# Serrat de la Vila (Santa Maria d'Oló)
|  | Aquest article tracta sobre el Serrat de la Vila de Santa Maria d'Oló. Vegeu-ne altres significats a «Serrat de la Vila (Olvan)». |

El Serrat de la Vila és una serra situada majoritàriament en el terme municipal de Santa Maria d'Oló, de la comarca del Moianès.
Està situat al sud del sector oriental de l'olonenc, dins de la parròquia de Sant Feliuet de Terrassola. És a la dreta de la Riera de l'Estany. El seu punt més elevat assoleix els 871,3 metres d'altitud. El seu límit meridional és el Collet de l'Albergínia, al límit amb el terme municipal de l'Estany, a 843,6 metres d'altitud.